# Rebuild of Evangelion
«Євангеліон. Перебудова» (яп. ヱヴァンゲリヲン新劇場版, англ. Rebuild of Evangelion) — тетралогія анімаційних фільмів, перезапуск серіалу «Neon Genesis Evangelion» 1995 року. Фільми створюються студією Khara за сприяння Gainax. Хідеакі Анно є сценаристом, головним режисером і керівником проєкту. Казуя Цурумакі та Масаюкі — режисери фільмів, Йошіюкі Садамото — дизайнер персонажів, а Ікута Ямашіта — дизайнер механізмів. Шінджі Хіґучі і Томокі Кьода відповідають за розкадрування до першого фільму.
У вересні 2006 року, у жовтневому номері японський аніме-журнал Newtype вперше повідомив, що в 2007 році буде випущена нова кіносерія «Євангеліон. Перебудова». 9 вересня 2006 офіційний сайт студії Gainax підтвердив, що новий «Євангеліон» складатиметься з чотирьох фільмів. При цьому планувалося демонструвати всі чотири фільми з літа 2007 року до літа 2008. На практиці перший фільм вийшов восени 2007 року, другий — влітку 2009, третій — восени 2012, четвертий — весною 2021. Перші три фільми повинні стати альтернативним переказом оригінального аніме-серіалу з додаванням нових сцен, обставин, персонажів і новітньої 3D CG графіки, а четвертий фільм замислюється як абсолютно нове закінчення історії. Ще одна тенденція серії — зробити історію більш зрозумілою і доступною для більшого кола глядачів, крім фанатів оригінальних серіалу і фільмів.

## Список фільмів
- Evangelion: 1.0 You Are (Not) Alone — Фільм 2007 року
- Evangelion: 2.0 You Can (Not) Advance — Фільм 2009 року
- Evangelion: 3.0 You Can (Not) Redo — Фільм 2012 року
- Evangelion: 3.0+1.0: Thrice Upon a Time — Фільм 2021 року

## Назви
Усі фільми тетралогії мають назву ヱヴァンゲリヲン新劇場版: 序 (Webangeriwon Shin Gekijōban), яка дослівно перекладається з японської як "Євангеліон: Новий повтометражний фільм". Словом Gekijōban зазвичай позначають повнометражну екранізацію аніме, манґи чи іншого твору, створену для показу в кінотеатрах.
Незважаючи на те, що в українській мові назва оригінального серіалу та назви фільмів мають спільне слово "Євангеліон", в японському оригіналі вони пишуться по-різному. Оригінальний серіал називається エヴァンゲリオン (Ебанґеріон), в той час як повтометражні фільми мають назву ヱヴァンゲリヲン (Уебанґеріуон). Катакани ヱ та ヲ (уе та уо) вважаються застарілими, оскільки їхня вимова в стандартній японській не відрізняється від катакан エ та オ (е та о) і їхнє використання швидше за все обумовлене полегшенням пошуку інформації про нові фільми в інтернеті.
Підназви перших трьох фільмів в японській мові виглядають як 序 (Джьо), 破 (Ха) та Q (Кью). Ці терміни взяті з концепції "Джьо-Ха-Кью), яка часто використовується в японському мистецтві. Дослівно це перекладається як "Початок-прорив-швидкість" і описує дію, яка починається повільно, потім пришвидшується і раптово зупиняється. Ця концепція застосовується в театрі, музиці, бойових мистецтвах, тощо. Четвертий фільм має підназву 𝄂 — музичний символ, який позначає кінець твору або його частини.
Паралельно з японськими назвами фільми також мають офіційну англійську назву, на основі якої фільми перекладаються іншими мовами світу:
- Evangelion: 1.0 You Are (Not) Alone — Євангеліон: 1.0 Ти (не) один
- Evangelion: 2.0 You Can (Not) Advance — Євангеліон: 2.0 Ти (не) пройдеш
- Evangelion: 3.0 You Can (Not) Redo — Євангеліон: 3.0 Ти (не) виправиш
- Evangelion: 3.0+1.0 Thrice Upon a Time — Євангеліон: 3.0+1.0 Трьома разами (перероблене "Одного разу")